# Svävande lykta
En svävande lykta är en brinnande lykta som skickas upp i luften med hjälp av varmluftsprincipen.

## Khom loy

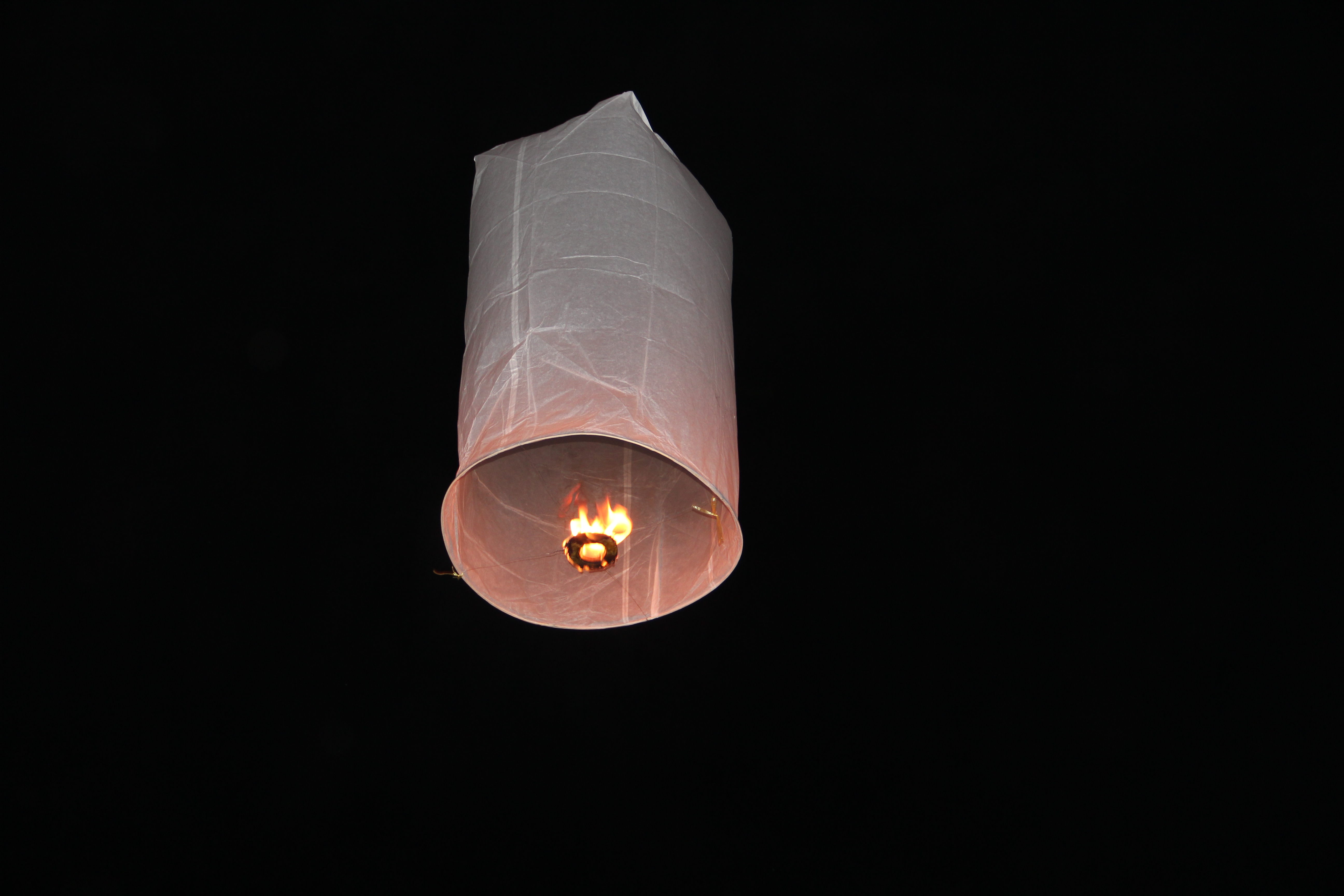
Khom loy

En Khom loy är en svävande lykta gjord av rispapper. Khom loy betyder svävande lykta på thailändska. Luften i lampan värms av en tänd vaxbit i botten på lyktan som lyfter som en varmluftballong och svävar i ungefär fem till sju minuter. I Thailand används khom loy främst för Loy Kratong-festivalen i norra Thailand. 
Khom loy har funnits i närmare 1000 år och började användas i norra Thailand, i Chiang Mai.

## I Sverige
I Sverige gäller följande regler:
- Det är inte tillåtet att släppa fler än 50 lyktor i taget utan tillstånd från Transportstyrelsen
- Lyktorna får inte vara mer än en meter höga
- För att få släppa upp lyktor inom 10 km från en flygplats måste flygplatsen kontaktas i god tid

## Risker
Svävande lyktor utgör en brandfara, framför allt om de landar så tidigt att bränslet fortfarande brinner. Därför är deras användning förbjuden i delar av Europa, såsom Tyskland och Österrike.
Metalltråd i lyktor kan utgöra en fara för djur och leda till en plågsam död. Det finns även risk att jordbruksmaskiner som bearbetar marken hackar sönder lyktans stålkomponenter i mindre bitar som sedan hamnar i djurens foder och med risk för allvarliga skador.
Kustbevakningar har rapporterat flera fall av falska alarm efter att svävande lyktor har misstagits för att vara nödraketer.
Svävande lyktor kan vara orsaken till observationer av oidentifierade flygande föremål. Många rapporterar dessa i tron att det är något helt annat. Det är ett mycket vanligt misstolkningsfenomen.
Det finns helt nedbrytbara varianter som är tillverkade av bambu och snören i naturmaterial som inte riskerar att skada djur.